# (6996) Alvensleben
(6996) Alvensleben (2222 T-2) – planetoida z pasa głównego asteroid okrążająca Słońce w ciągu 6,34 lat w średniej odległości 3,42 j.a. Odkryta 29 września 1973 roku.